# Ancyluris melior
Ancyluris melior is een vlindersoort uit de familie van de prachtvlinders (Riodinidae), onderfamilie Riodininae.
Ancyluris melior werd in 1910 beschreven door Stichel.